# Слюсар, Денис Валентинович
Дени́с Валенти́нович Слю́сар (укр. Денис Валентинович Слюсар; род. 27 мая 2002, Ужгород) — украинский футболист, защитник клуба «Руха». Сын бывшего игрока сборной Украины Валентина Слюсара.

## Клубная карьера
Родился в Ужгороде, где в то время выступал его отец. Денис – воспитанник ужгородской СДЮСШОР и «УФК-Карпат».
Выступал за юношескую и молодёжную команду «Карпат». В футболке первой команды «Карпат» дебютировал 27 июня 2020 в ничейном (1:1) домашнем поединке 28-го тура группы 2 Премьер-лиги Украины против «Львова». Денис вышел на поле в стартовом составе и отыграл весь матч, а на 58-й минуте получил желтую карточку. В команде отыграл два сезона, за это время сыграл по 1-му матчу в Премьер-лиге и Второй лиге Украины.
В октябре 2020 года подписал контракт с «Рухом». В футболке первой команды нового клуба дебютировал 21 сентября 2021 в победном (3:0) выездном поединке 1/16 финала кубка Украины против МФК «Николаев». Слюсар вышел на поле в стартовом составе и отыграл весь матч, а на 67-й минуте получил жёлтую карточку.

## Карьера в сборной
С 2019 по 2020 год сыграл 5 матчей и отличился 1 голом в футболке юношеской сборной Украины (U-18).